# Austin 18
La 18 è un'autovettura prodotta dall'Austin dal 1938 al 1939.

## Descrizione
Il modello apparteneva alla categoria di vetture di fascia medio-alta. Sostituì l'Austin 16 nel 1938. Fu prodotta con un solo tipo di carrozzeria, berlina quattro porte. Era disponibile con due telai, che si differenziavano dalla lunghezza: quello più corto aveva un passo di 2.870 mm, mentre quello più lungo di 3.124 mm.
Aveva installato un motore a sei cilindri in linea da 2.510 cm³ di cilindrata che erogava 65 CV di potenza. Il modello raggiungeva una velocità massima di 105 km/h.
Dopo appena un anno, la produzione fu interrotta. Alla 18 succedette l'Austin A90 Westminster nel 1954.